# Överste Redl (1985)
Överste Redl (ungerska: Redl ezredes) är en österrikisk-ungersk-tysk dramafilm från 1985 i regi av István Szabó.
Filmen bygger på John Osbornes pjäs A Patriot for Me.

## Utmärkelser
Överste Redl vann Tyska filmpriset för bästa film 1985 och ett BAFTA Award för bästa film (icke engelskspråkig)  1986

## Roller i urval
- Klaus Maria Brandauer - överste Alfred Redl
- Armin Mueller-Stahl - Franz Ferdinand
- Gudrun Landgrebe - Katalin von Kubinyi
- Jan Niklas - överste von Kubinyi
- Hans Christian Blech - generalmajor von Roden
- László Mensáros - överste Ruzitska
- András Bálint - doktor Sonnenschein
- László Gálffi - Alfredo Velocchio
- Dorottya Udvaros - Clarissa
- Károly Eperjes - löjtnant Schorm
- Róbert Rátonyi - baron Ullmann
- Flóra Kádár - Redls syster